# Polyonyx loimicola
Polyonyx loimicola is een tienpotigensoort uit de familie van de Porcellanidae. De wetenschappelijke naam van de soort is voor het eerst geldig gepubliceerd in 1965 door Sankolli.